# Rhopalomyia coloradella
Rhopalomyia coloradella är en tvåvingeart som först beskrevs av Cockerell 1904.  Rhopalomyia coloradella ingår i släktet Rhopalomyia och familjen gallmyggor.
Artens utbredningsområde är Colorado. Inga underarter finns listade i Catalogue of Life.